# Книжный автомат

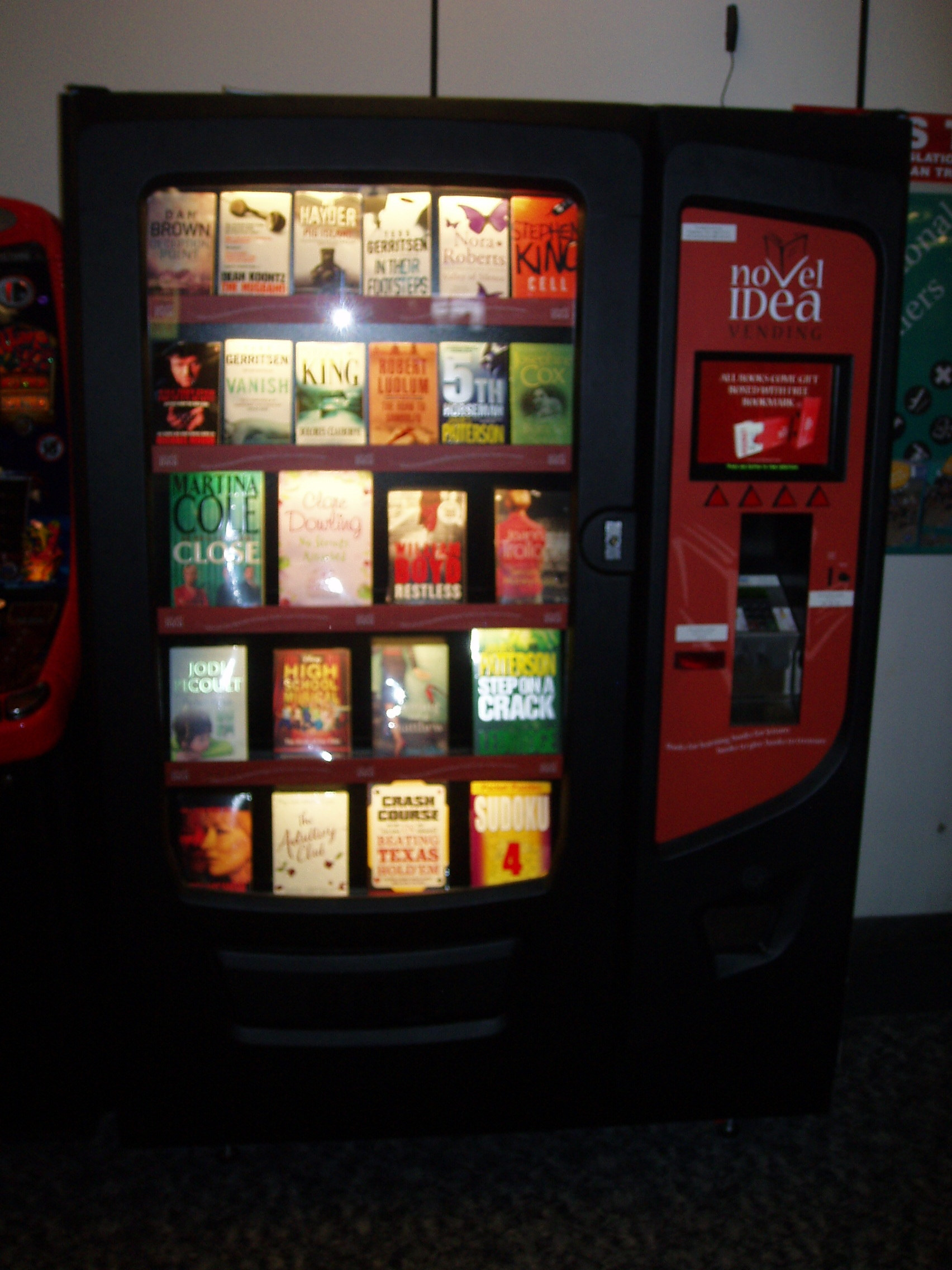
Автомат в аэропорту Гатвик, Лондон

Книжный автомат, книгома́т (книга + автомат) — торговый автомат, предназначенный для продажи книг.

## Книжные автоматы в мире
Как и другие отрасли вендинга, книготорговля через автоматы рассчитана на клиентов, желающих сэкономить время и приобрести товар без обращения в торговую сеть, по пути своего обычного следования (в транспортных узлах, вестибюлях университетов и бизнес-центров и т. п.), а также в нерабочее время. По мнению представителя французской книготорговой сети, владеющей книгоматами «Книга в любое время» (фр. Livre à toute heure), эта форма торговли рассчитана на покупателей, хорошо знающих заранее, какая книга им нужна; по утверждению Ксавье Шамбона, лидерами продаж в парижских книгоматах являются поваренная книга, франко-английский словарь и «Цветы зла» Шарля Бодлера. Чилийские издатели, экспериментировавшие с книжными автоматами в метро Сантьяго, напротив, предполагали еженедельную смену ассортимента книгоматов, рассматривая эту форму торговли как способ продвижения на массовый рынок новинок.

## Книгоматы в России
Первая в России сеть книгоматов создана в Москве: книгоматы расположены в здании Государственного университета управления (ГУУ) и бизнес-центра «Даев-Плаза».

## Другое значение
Зафиксировано и другое употребление слова «книгомат» и словосочетания «книжный автомат» — применительно к доступному для пользователя устройству по изготовлению книг.